# Whately (Massachusetts)
Whately es un pueblo ubicado en el condado de Franklin en el estado estadounidense de Massachusetts. En el Censo de 2010 tenía una población de 1.496 habitantes y una densidad poblacional de 27,98 personas por km².

## Geografía
Whately se encuentra ubicado en las coordenadas 42°25′52″N 72°38′33″O / 42.43111, -72.64250. Según la Oficina del Censo de los Estados Unidos, Whately tiene una superficie total de 53.47 km², de la cual 52.14 km² corresponden a tierra firme y (2.47%) 1.32 km² es agua.

## Demografía
Según el censo de 2010, había 1.496 personas residiendo en Whately. La densidad de población era de 27,98 hab./km². De los 1.496 habitantes, Whately estaba compuesto por el 97.39% blancos, el 0.8% eran afroamericanos, el 0% eran amerindios, el 0.4% eran asiáticos, el 0.07% eran isleños del Pacífico, el 0.4% eran de otras razas y el 0.94% pertenecían a dos o más razas. Del total de la población el 1.74% eran hispanos o latinos de cualquier raza.